# Casiphia inopinata
Casiphia inopinata är en skalbaggsart som beskrevs av Hüdepohl 1998. Casiphia inopinata ingår i släktet Casiphia och familjen långhorningar.
Artens utbredningsområde är Laos. Inga underarter finns listade.